# Španělský kříž
Španělský kříž (německy: Spanienkreuz) je německý řád udělovaný v době Třetí říše. Byl udělován německým dobrovolníkům z Legie Condor se zásluhami ve španělské občanské válce. Založen byl 14. 4. roku 1939 německým kancléřem a vůdcem Adolfem Hitlerem. Existoval ve dvou základních verzích - s dvěma překříženými meči za zásluhy v boji a bez mečů za nebojové zásluhy.

## Popis
Základ vyznamenání tvoří johanitský/maltézský kříž s jemným zrněním a hladkou obrubou po krajích. Uprostřed je zasazena kruhová obruč s dvojitým lemováním, v jejímž středu leží svastika. Mezi jednotlivými rameny kříže jsou umístěny čtyři orlice luftwaffe, z nichž každá drží další svastiku.

Ze zadní strany je kříž hladký, pouze se sponou a s možným označením výrobce.
Kříž pro pozůstalé byl jako jediný beze spony, ale s očkem pro protažení stuhy.
Ke španělskému kříži existovaly i miniatury velké 9 a 16 mm, se špendlíkem na zadní straně.

## Třídy
- Zlatý Španělský kříž s meči a s brilianty byl vyráběn z pozlaceného tombaku (druh mosazi) nebo jiného pozlaceného materiálu, například stříbra. Středovým výřez kolem svastiky byl posázen brilianty. Uděleno bylo pouhých 28 kusů. Byla to nejvyšší třída tohoto vyznamenání udělovaná vynikajícím nebo vysoce zasloužilým velitelům.
- Zlatý Španělský kříž s meči byl také vyráběn z pozlaceného stříbra nebo neušlechtilého pozlaceného kovu. Tohoto stupně bylo uděleno 1126 kusů. Udělován byl vojákům, kteří měli vysoce nadprůměrné válečné zásluhy.
- Stříbrný Španělský kříž s meči byl zhotovován ze stříbra nebo neušlechtilého postříbřeného kovu. Tohoto stupně bylo uděleno 8304 kusů. Nositel musel projít závažnou bitvou nebo prokázat jiné výjimečné zásluhy.
- Stříbrný Španělský kříž bez mečů byl taktéž vyráběn ze stříbra nebo neušlechtilého postříbřeného kovu. Udělován byl za válečné zásluhy pro civilisty a to v celkovém počtu 328 kusů.
- Bronzový Španělský kříž s meči byl vyráběn pouze z bronzu a uděleno bylo celkem 8462 kusů. Udělen byl každému, kdo prokázal válečné zásluhy.
- Bronzový Španělský kříž bez mečů byl také zhotovován výhradně z bronzu. Celkem se ho udělilo 7869 kusů. Udělován byl za tříměsíční nebojovou službu ve Španělsku.
- Španělský kříž pro pozůstalé po německých bojovnících ve Španělsku byl vyráběn výhradně z bronzu a s vletovanými orlicemi. Uděleno bylo jen 315 kusů.